# 13178 Catalan
13178 Catalan è un asteroide della fascia principale. Scoperto nel 1996, presenta un'orbita caratterizzata da un semiasse maggiore pari a 3,1303782 UA e da un'eccentricità di 0,1483687, inclinata di 3,42410° rispetto all'eclittica.